# 6332 Vorarlberg
6332 Vorarlberg este un asteroid din centura principală de asteroizi.

## Descriere
6332 Vorarlberg este un asteroid din centura principală de asteroizi. A fost descoperit pe 30 martie 1992 la Tautenburg de Freimut Börngen. El prezintă o orbită caracterizată de o semiaxă mare de 2,45 ua, o excentricitate de 0,15 și o înclinație de 1,8° în raport cu ecliptica.